# Ureshino

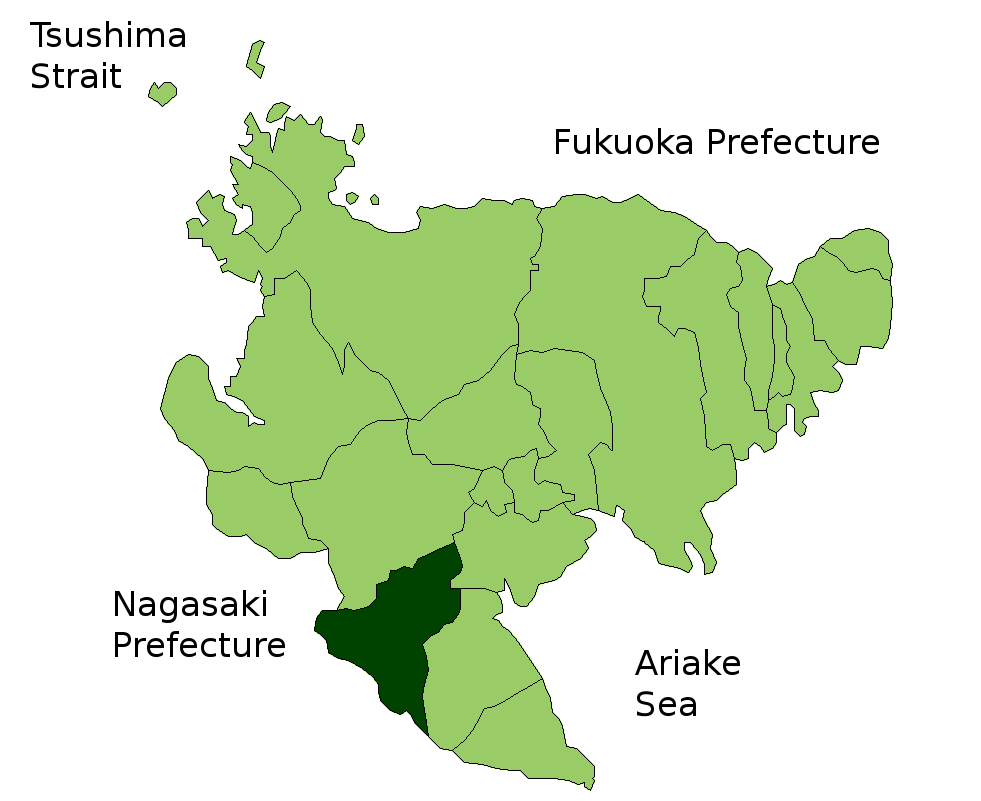

Ureshino (嬉野市 Ureshino-shi?) este un municipiu din Japonia, prefectura Saga.